# Starfield Goyang
Starfield Goyang là một khu phức hợp mua sắm ở Goyang, Gyeonggi, Hàn Quốc. Nơi đây được xem là một trong những trung tâm thương mại và giải trí lớn nhất phía Tây Bắc Seoul.